# (1858) Lobachevskij
(1858) Lobachevskij (1972 QL; 1928 SG; 1936 MH; 1955 VW; 1957 BM; 1964 YC) ist ein Asteroid des Hauptgürtels, der am 18. August 1972 von Ljudmyla Schurawlowa im Krim-Observatorium entdeckt wurde. Er ist zu Ehren des russischen Mathematikers Nikolai Iwanowitsch Lobatschewski benannt.